# Фенек
Фенекът (Vulpes zerda) е вид дребна лисица с отличителни големи уши. Среща се в пустинята Сахара, Северна Африка (с изключение на бреговата зона) и някои части на Арабия. Някои изследователи я класифицират като единствен представител на род Fennecus.

## Общи сведения
Фенекът е най-дребния представител на род Лисици с тегло, достигащо едва 1,5 kg. Височината му е 29 cm, а дължината на тялото – до 40 cm. Опашката е дълга още 25 cm, а ушите могат да достигнат 15 cm дължина. Цветът най-често е пясъчен, за да прикрива животните в пустинната среда. Наполовина по-дребен от лисицата по нашите гори, фенекът е от 7 до 8 пъти по-лек от нея, дори и да е възрастен.
Големите му уши са за да му пазят сянка, за да изпарява повече вода, за да се охлажда и да не му прегрее тялото, а козината отразява слънчевите лъчи през деня и запазва топлината през нощта. Ходилата са защитени от горещия пясък с гъста козина.

## Разпространение
Фенекът се среща в пустините на Северна Африка. Много рядко в Южна Африка.

## Начин на живот и хранене
Фенекът е активен главно през нощта, когато ловува гризачи, насекоми (например скакалци), гущери, птици и яйца. Той извлича основната част от необходимата вода от храната си, като понякога яде дребни плодове и листа за да се снабди с още вода.
Фенеците най-често живеят на малки групи в големи дупки в земята, понякога с дължина до 10 m.

## Размножаване
През пролетта, след около 50 дни бременност, женският фенек ражда 2 до 5 малки, които кърми в продължение на месец.